# Menjagrà de páramo
El menjagrà de páramo (Catamenia homochroa) és un ocell de la família dels tràupids (Thraupidae).

## Hàbitat i distribució
Páramo i matolls dispersos de les muntanyes de Santa Marta, al nord de Colòmbia i des de Colòmbia, oest i sud de Veneçuela i extrem nord de Brasil, cap al sud, a través dels Andes de l'Equador i Perú fins l'oest de Bolívia.